# Distretto di Garraway
Il distretto di Garraway è un distretto della Liberia facente parte della contea di Grand Kru.